# Myllykosken Pallo -47 2008

## Stagione
Nella stagione 2008 il MyPa ha disputato la Veikkausliiga, massima serie del campionato finlandese di calcio, terminando il torneo al quinto posto con 42 punti conquistati in 26 giornate, frutto di 11 vittorie, 9 pareggi e 6 sconfitte. In Suomen Cup è stato eliminato ai quarti di finale dal VPS. In Liigacup è stato eliminato nella fase a gironi, avendo concluso al quinto posto il suo girone.

## Rosa
| N. |                      | Ruolo | Calciatore       |
| -- | -------------------- | ----- | ---------------- |
| 1  | Finlandia (bandiera) | P     | Janne Korhonen   |
| 2  | Finlandia (bandiera) | D     | Heikki Pulkkinen |
| 3  | Finlandia (bandiera) | D     | Sampsa Timoska   |
| 5  | Finlandia (bandiera) | D     | Jarno Tuunainen  |
| 6  | Togo (bandiera)      | C     | Kuami Agboh      |
| 7  | Finlandia (bandiera) | A     | Tuomas Kuparinen |
| 8  | Finlandia (bandiera) | C     | Niki Helenius    |
| 9  | Finlandia (bandiera) | A     | Saku Puhakainen  |
| 11 | Finlandia (bandiera) | C     | Ilari Äijälä     |
| 12 | Finlandia (bandiera) | P     | Jani Luukkonen   |

| N. |                      | Ruolo | Calciatore     |
| -- | -------------------- | ----- | -------------- |
| 13 | Finlandia (bandiera) | D     | Toni Lindberg  |
| 14 | Finlandia (bandiera) | C     | Eetu Muinonen  |
| 15 | Finlandia (bandiera) | A     | Juho Nykänen   |
| 16 | Finlandia (bandiera) | D     | Toni Huttunen  |
| 18 | Paraguay (bandiera)  | D     | Hugo Miranda   |
| 20 | Guinea (bandiera)    | C     | Mohamed Fofana |
| 22 | Finlandia (bandiera) | P     | Iikka Juura    |
| 24 | Finlandia (bandiera) | C     | Nebi Mustafi   |
| 33 | Estonia (bandiera)   | A     | Tarmo Neemelo  |

## Statistiche di squadra
| Competizione  | Punti | In casa | In casa | In casa | In casa | In casa | In casa | In trasferta | In trasferta | In trasferta | In trasferta | In trasferta | In trasferta | Totale | Totale | Totale | Totale | Totale | Totale | DR  |
| Competizione  | Punti | G       | V       | N       | P       | Gf      | Gs      | G            | V            | N            | P            | Gf           | Gs           | G      | V      | N      | P      | Gf     | Gs     | DR  |
| ------------- | ----- | ------- | ------- | ------- | ------- | ------- | ------- | ------------ | ------------ | ------------ | ------------ | ------------ | ------------ | ------ | ------ | ------ | ------ | ------ | ------ | --- |
| Veikkausliiga | 42    | 13      | 7       | 3       | 3       | 16      | 9       | 13           | 4            | 6            | 3            | 17           | 12           | 26     | 11     | 9      | 6      | 33     | 21     | +12 |
| Suomen Cup    | -     | 1       | 1       | 0       | 0       | 6       | 2       | 4            | 3            | 0            | 1            | 21           | 1            | 5      | 4      | 0      | 1      | 27     | 3      | +24 |
| Liigacup      | -     | 3       | 0       | 1       | 2       | 2       | 4       | 3            | 0            | 1            | 2            | 2            | 5            | 6      | 0      | 2      | 4      | 4      | 9      | -5  |
| Totale        | -     | 17      | 8       | 4       | 5       | 24      | 15      | 20           | 7            | 7            | 6            | 40           | 18           | 37     | 15     | 11     | 11     | 64     | 33     | +31 |